# 沙汰
| ウィキペディアには「沙汰」という見出しの百科事典記事はありません（タイトルに「沙汰」を含むページの一覧/「沙汰」で始まるページの一覧）。 代わりにウィクショナリーのページ「沙汰」が役に立つかもしれません。 |